# لیورپول، نوا اسکوشیا
لیورپول، نوا اسکوشیا (به انگلیسی: Liverpool, Nova Scotia) یک شهرک در کانادا است که در Region of Queens Municipality واقع شده‌است.

## خصوصیات
لیورپول، نوا اسکوشیا ۲٬۶۵۳ نفر جمعیت دارد.